# Hemiramphus balao
Hemiramphus balao är en fiskart som beskrevs av Charles Alexandre Lesueur 1821. Hemiramphus balao ingår i släktet Hemiramphus och familjen Hemiramphidae. Inga underarter finns listade i Catalogue of Life.